# Ваехи
Недельная глава «Ваехи» (Вайехи) (ивр. ויחי‎ — «И жил…»).
Одна из 54 недельных глав — отрывков, на которые разбит текст Пятикнижия (Хумаша).
Глава «Ваехи» — двенадцатая по счёту глава Торы — завершает первую книгу «Бе-решит». Своё название, как и все главы, получила по первым значимым словам текста (ва-ехи Яаков — «И жил Яаков…»). В состав главы входят стихи (ивр., мн. ч. — псуким) с 47:28 по 50:26.

## Краткое содержание главы
Иаков проживает в Египте последние 17 лет своей жизни. Перед кончиной он берёт с Йосефа клятву, что тот похоронит его в Святой Земле. Яаков благословляет сыновей Йосефа — Менаше и Эфраима — и приравнивает их статус к статусу собственных сыновей в качестве родоначальников колен народа Израиля (стихи 47:28—48:22).
Иаков хочет раскрыть своим детям «конец дней», но оказывается не в состоянии это сделать. Вместо этого он благословляет своих сыновей, присваивая каждому из колен свою роль: из колена Йеуды выйдут вожди, законодатели и цари; священники выйдут из колена Леви; учёные мудрецы — из Иссахара; купцы-мореходы — из Звулуна; учителя — из Шимона; искусные воины — из Гада; судьи — из Дана; оливководы — из Ашера и т. д. Реувен получает порицание за вмешательство в семейную жизнь отца, а Шимон и Леви — за уничтожение Шхема и заговор против Йосефа. Нафтали наделяется лёгкостью и быстротой лани, Биньямин — свирепостью волка, а Йосеф благословляется красотой и плодовитостью (благословения Иаков сыновьям изложены в стихах 49:1—49:27).
Огромная похоронная процессия, состоящая из потомков Яакова, царедворцев фараона, видных граждан Египта и египетской конницы, провожает Яакова в его последний путь в Святую Землю, где его хоронят в пещере Махпела в Хевроне.
Йосеф умирает в Египте в возрасте 110 лет. Он тоже распоряжается, чтобы его останки были погребены в Святой Земле, но лишь спустя годы — при Исходе евреев из Египта. Перед кончиной Йосеф передаёт сынам Израиля завет, из которого они будут черпать надежду и силы в грядущие тяжёлые годы: «Бог непременно вспомнит о вас и поднимет вас из этой земли — в Землю, о которой Он поклялся Аврааму, Ицхаку и Яакову» (смерть и похороны Яакова и Йосефа описаны в стихах 49:28—50:26)

## Дополнительные факты
«Ваехи» — единственная глава в Торе, которая начинается «внутри текста», а не после абзаца, как остальные.

## Богослужение
Глава разделена на семь отрывков (на иврите — алиёт), которые прочитываются в каждый из дней недели, с тем, чтобы в течение недели прочесть всю главу
- В воскресенье читают псуким с 47:28 по 48:9
- В понедельник читают псуким с 48:10 по 48:16
- Во вторник читают псуким с 48:17 по 48:22
- В среду читают псуким с 49:1 по 49:18
- В четверг читают псуким с 49:19 по 49:26
- В пятницу читают псуким с 49:27 по 50:20
- В субботу читают 'псуким с 50:21 по 50:26

В понедельник и четверг во время утренней молитвы в синагогах публично читают отрывки из соответствующей недельной главы. Для главы «Ваигаш» это псуким с 47:28 до 48:9
В субботу, после недельной главы читается дополнительный отрывок — афтара — отрывок из первой «книги Царей» стихи 2:1-12.